# Reißhorn
De Reißhorn is een berg in de deelstaat Salzburg, Oostenrijk. De berg heeft een hoogte van 2412 meter.
De Reißhorn is onderdeel van het Steinernes Meer, dat weer deel uitmaakt van de Berchtesgadener Alpen.